# Курсдорф
Курсдорф (нім. Cursdorf) — громада в Німеччині, розташована в землі Тюрингія. Входить до складу району Заальфельд-Рудольштадт. Складова частина об'єднання громад Бергбанрегіон/Шварцаталь.
Площа — 13,95 км2. Населення становить 596 ос. (станом на 31 грудня 2021).

## Галерея

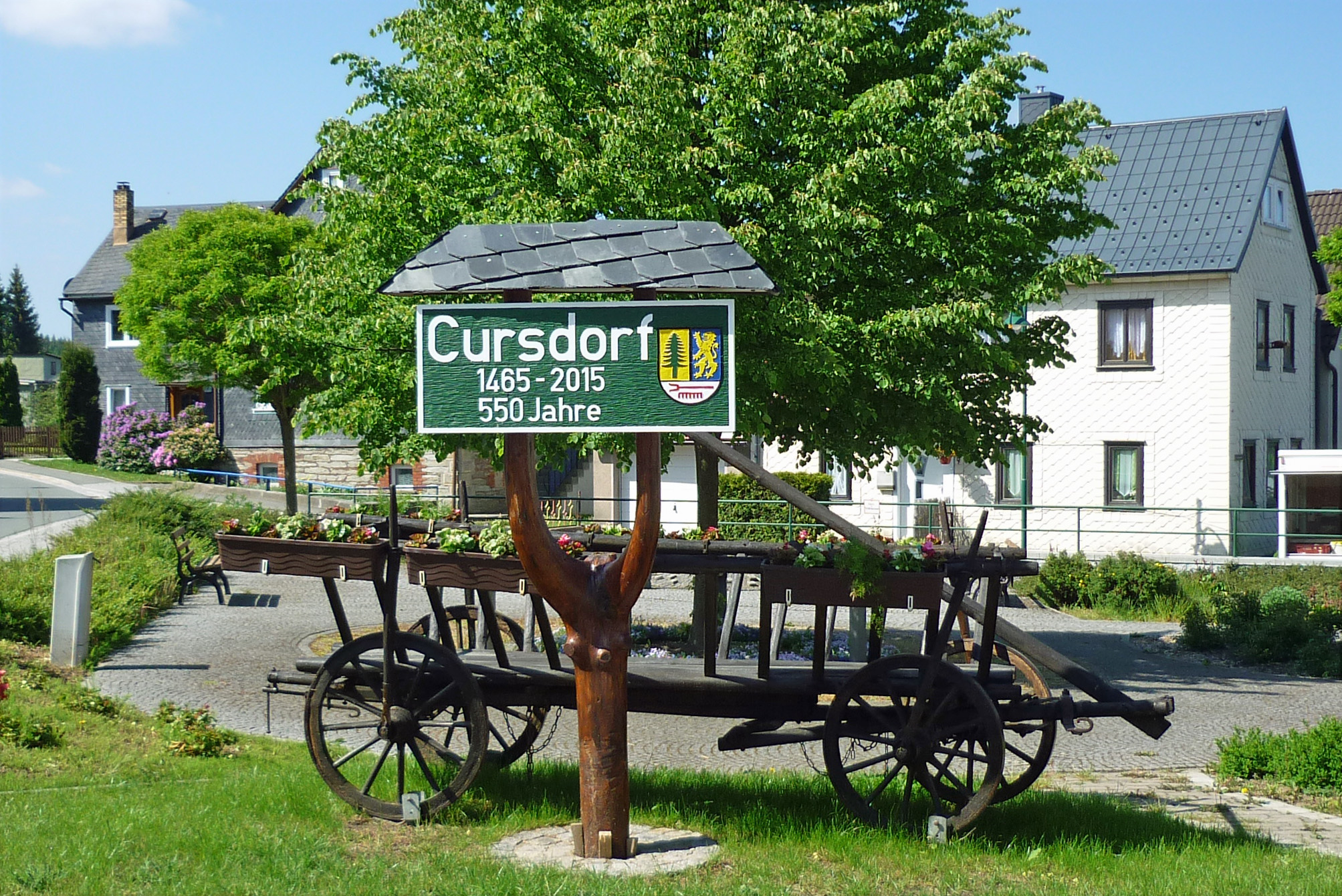
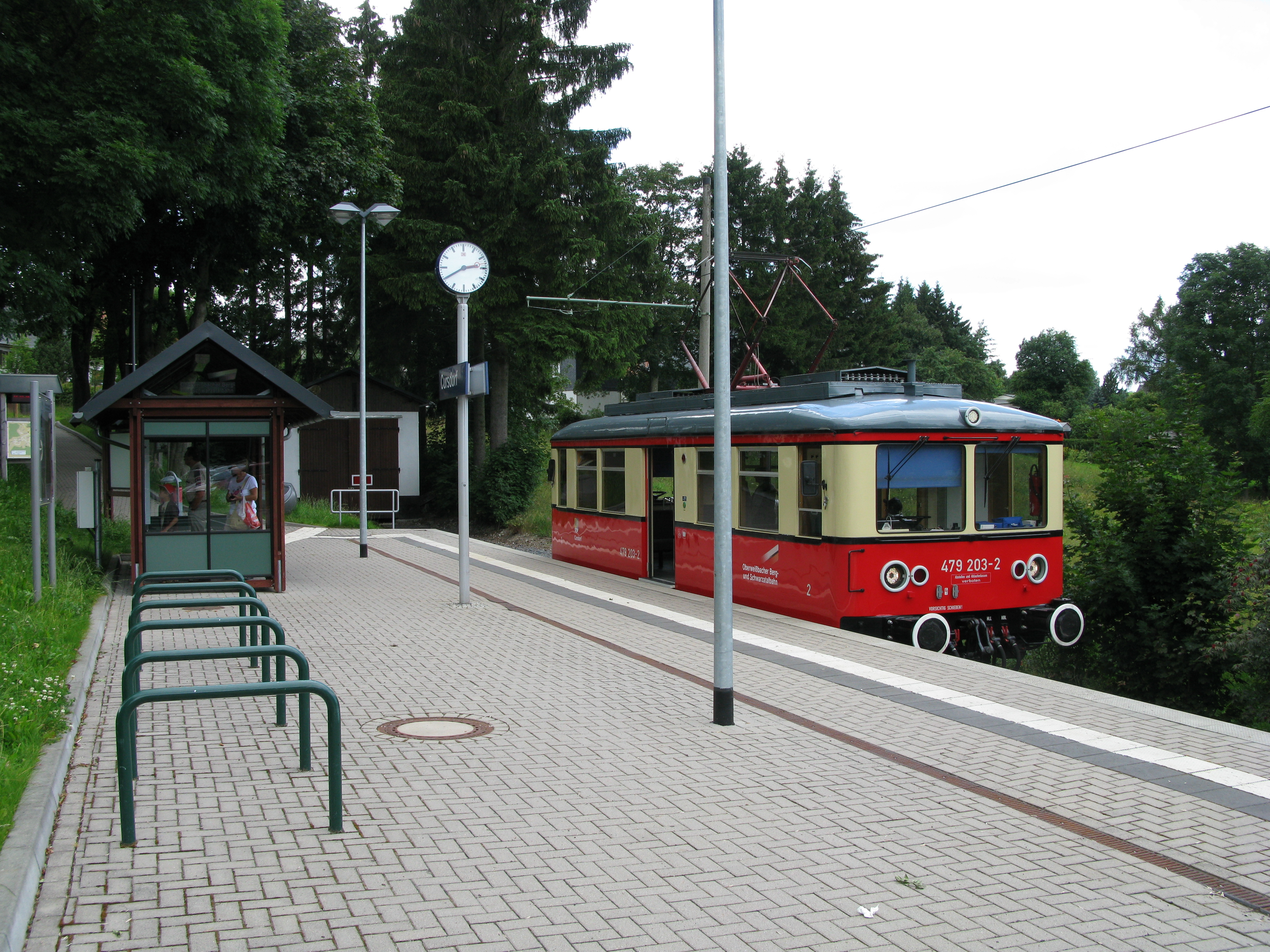
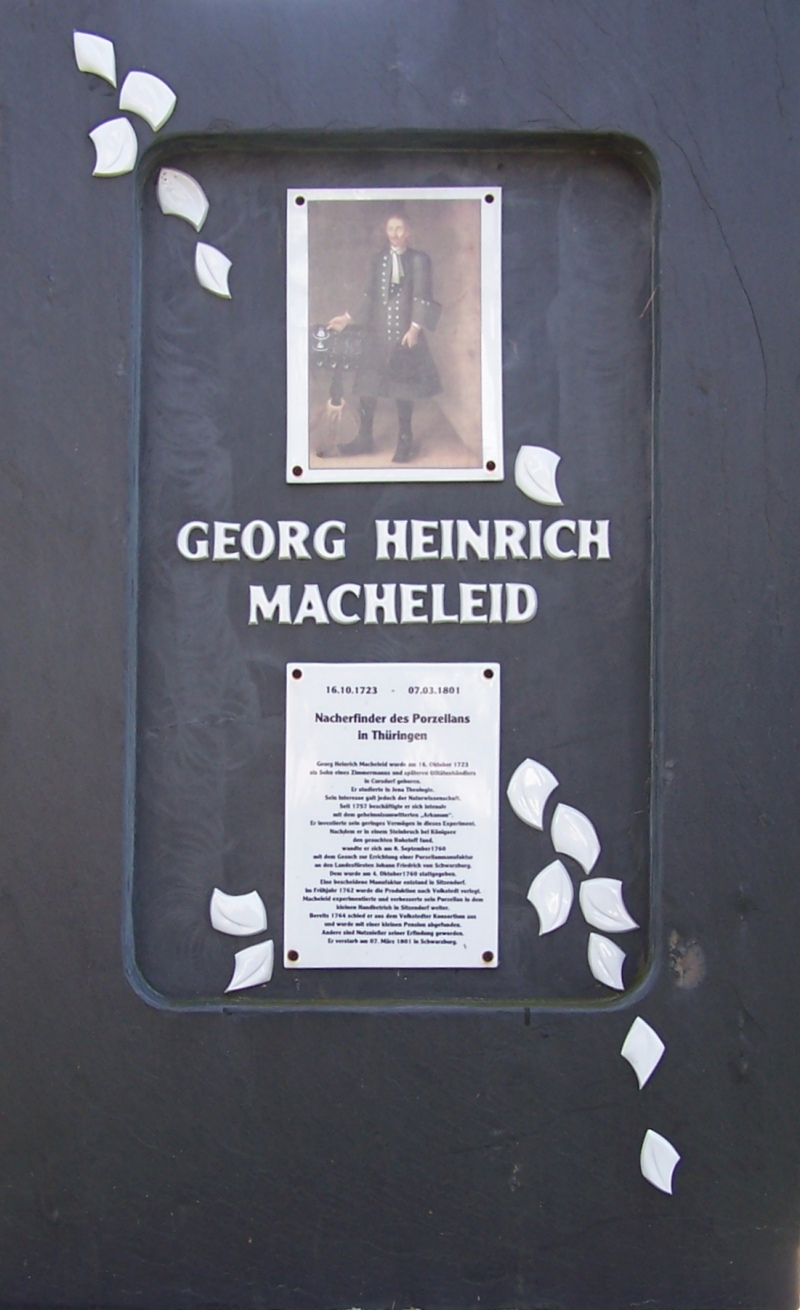